# Nogueira da Regedoura
Nogueira da Regedoura ist eine Gemeinde (Freguesia) im portugiesischen Kreis Santa Maria da Feira. In ihr leben 5723 Einwohner (Stand 19. April 2021).